# Régiment de Toul artillerie
Le régiment de Toul artillerie également appelé régiment d'artillerie de Toul et plus simplement régiment de Toul est un régiment d'artillerie du royaume de France, créé en 1762 à partir du 7e bataillon du régiment Royal-Artillerie, devenu sous la Révolution le 7e régiment d'artillerie.

## Création et différentes dénominations
- 8 décembre 1762 : Brigade de Sabrevois
- 1er janvier 1763 : Brigade de Cosne
- 1765 : Régiment de Toul
- 1791 : 7e régiment d'artillerie

## Lieutenants-colonels, chefs de brigade et colonels
- 8 décembre 1762 : Anne de Sabrevois de Bissey
- 1er janvier 1763 : André Claude de Cosne
- 15 octobre 1765 : Pierre Auguste de Limosin de Saint-Michel
- 19 février 1766 : Jean Alexandre Bigeon de Courcy de Lestang
- 16 avril 1767 : Jean Georges de Hault de Malavillers
- 1er novembre 1774 : Louis François Bouchard
- 9 mai 1778 : Alexandre Louis Cassier de Bellegarde
- 9 mars 1788 : Charles Nicolas Benjamin Parfait de Villiers
- 3 juin 1792 : Pierre Morand Dupuch de Grangeneuve

## Historique des garnisons, combats et batailles

### Brigade de Sabrevois et brigade de Cosne
La 7e brigade du régiment Royal-Artillerie est créée par ordonnance du 5 novembre 1762, pour le service des colonies. Sous le nom de « brigade de Sabrevois », il est organisé en 1763 à La Rochelle par Anne de Sabrevois de Bissey, qui avait déjà présidé à la formation du 6e bataillon du régiment Royal-Artillerie. Anne de Sabrevois de Bissey n'a été chef de brigade que d'une manière nominale. 
Cette brigade n'a pas été maintenue au service des colonies car il y avait alors trois autres brigades attachées à la marine, et il n'était pas besoin de tant de monde pour garder les colonies que le traité de Paris avait laissées au royaume de France. La brigade de Cosne fut donc dirigée en 1764 sur Toul, et elle devint l'année suivante le « régiment d'artillerie de Toul », dont les drapeaux eurent un carré jaune, un rouge feu et deux cramoisis,.

### Régiment de Toul
Ce régiment est envoyé à Strasbourg en septembre 1766, et à Grenoble en septembre 1769. Deux compagnies de canonniers, passées en Corse en septembre 1768, contribuent à la pacification de l'île. 
En septembre 1775, au début de la guerre d'indépendance des États-Unis, le régiment se rend à Besançon puis à Valence en juillet 1777, et en 1778 il avait son 1er bataillon au Havre et le 2e bataillon à Besançon.
En 1780, le 1er bataillon du régiment de Toul s'était transporté du Havre à Saint-Lô, et avait détaché 4 compagnies au camp de Valognes. 
En 1781 le 1er bataillon gardait les côtes de Brest, et le 2e bataillon, servait les batteries de la basse Normandie depuis l'embouchure de la Seine jusqu'à Granville.
En 1782-1783, pendant la guerre franco-anglaise, un détachement participe à l'expédition de la Jamaïque.
A la paix, le « régiment de Toul » est réuni à Metz, à l'exception de 2 compagnies laissées à Brest et à Belle-Île-en-Mer. 
Il est envoyé en 1786 à La Fère.
En 1787, le régiment fournit un détachement à l'armée des États-Généraux de Hollande. Cette même année, il avait envoyé trois compagnies à Saint-Servan. Deux de ces compagnies sont rentrées à La Fère en octobre 1788 et la troisième est placée à Cherbourg. 
En 1789, quelques compagnies sont appelées à Paris après la prise de la Bastille.

### 7erégiment d'artillerie
La Révolution supprime les dénominations de l'ancien régime, les régiments sont numérotés. Le no 7 est attribué au régiment, en fonction de son ancienneté.

Devenu 7e régiment d'artillerie en 1791, il envoie 4 compagnies en Bretagne, qui stationnent à Saint-Malo, Brest, Port-Louis et Belle-Île-en-Mer, et 2 autres en garnison à Nantes et Le Havre.
Le régiment quitte La Fère le 30 mars 1791, pour se rendre à Douai, où il forme en 1792 ses compagnies d'artillerie légère sous la direction de Lacombe Saint-Michel.
Le corps se distingue à cette époque par son exacte discipline et son désintéressement : il refusa de recevoir sa solde en argent. Cependant au mois de septembre, la 3e compagnie, rappelée de Cherbourg pour être dirigée sur l'armée du Nord, se révolta près de Lisieux contre le capitaine Lenoury, et contre ses sous-officiers. Le prétexte était l'incivisme du capitaine qui arrivait au corps et que nul ne connaissait. Cette affaire dangereuse pour Lenoury, n'a été complètement terminée qu'en mars 1794, par l'intervention prudente de Jean-Baptiste Eblé, et en même temps que d'autres affaires semblables intentées aux futurs généraux Navelet et Filhol de Camas, qui n'avaient d'autres torts que d'être des nobles.
Au début de la guerre le « 7e régiment d'artillerie » fournit ses compagnies aux armées du Nord, des Ardennes et de la Moselle. 
Quelques-unes d'entre elles sont signalées d'une manière particulière au combat de Pirmasens, le 14 septembre 1793, et aux affaires qui ont eu lieu sous Mayence.

## Personnalités
- Pierre Choderlos de Laclos (1741-1803), lieutenant puis capitaine. En 1782, Chauderlos de Laclos alors capitaine de canonniers, publiait les Liaisons dangereuses. Voici la note donnée en 1784 à Laclos par Jean Claude Joachim Faultrier commandant l'école d'artillerie de Metz, et approuvée par l'inspecteur général Perrin des Almons :

« A beaucoup d'esprit, de talents et même de génie. Ces dispositions de la nature lui ont procuré le double avantage de réussir dans la littérature et de faire en même temps de grands progrès dans le métier de l'artillerie, de manière qu'il remplira avec distinction tous les emplois que l'on jugera à propos de lui confier. »
- Jean Pierre Duteil (1722-1794), alors chef de bataillon puis lieutenant-colonel
- Jean Nicolas Le Roy, alors canonnier

## Sources et bibliographie
- Louis Susane : Histoire de l'artillerie Française
- Pierre Montagnon : Histoire de l'armée française
- Historique des corps de troupes de l'armée française (1569-1900)